# Chalaraspidum alatum
Chalaraspidum alatum is een kreeftachtigensoort uit de familie van de Lophogastridae. De wetenschappelijke naam van de soort is voor het eerst geldig gepubliceerd in 1876 door Willemoes-Suhm.